# 埃尔默拉日 (亚利桑那州)
埃尔默拉日（英語：El Mirage）是美国亚利桑那州马里科帕县下属的一座城市。面积约为10.09平方英里（约合26.1平方公里）。根据2010年美国人口普查，该市有人口31,797人，人口密度为3,170.70/平方英里。